# Madame Oudiné
Madame Oudiné (Portrait de Madame Oudiné) è un dipinto a olio su tela del pittore francese Hippolyte Flandrin, realizzato nel 1840 e conservato nel museo di belle arti di Lione.

## Storia
Questo quadro ritrae la giovane moglie di uno dei compagni del pittore alla villa Medici, Eugène Oudiné. È il primo ritratto che Flandrin realizzò dopo il suo ritorno da Roma, e l'opera venne realizzata in un lasso di tempo abbastanza breve. Quest'opera ebbe un grande successo al Salone del 1840.
La tela simboleggia la virtù borghese: tutta la vita sembra assente perché la posa della donna appare rigida e ogni elemento evidenzia il pudore e la castità, e, secondo Patrice Béghain, qui tutto non è "che ordine, rigidità e simmetria".

## Descrizione
Il dipinto raffigura Antoinette Oudiné vista di fronte. I suoi capelli castani sono divisi accuratamente al centro, mentre un nastro color rosso pende da una parte e dall'altra della sua capigliatura. Il naso è dritto, le labbra sono chiuse e lo sguardo rivolto verso lo spettatore è molto serio. La donna indossa un abito nero sopra una guimpe di pizzo bianco che lascia le sue spalle seminude, un piccolo mazzo di viole posizionato al centro del suo petto e una collana d'oro al collo che termina con un pendente in smeraldo e un'aquila. Le mani della donna sono poste l'una sull'altra sul bordo di una loggia di un teatro. Un anello nuziale messo in evidenza orna l'anulare della sua mano sinistra, mentre le dita dell'altra mano coprono in parte degli occhiali da teatro.